# Босе
Босе́ (фр. Bosset) — коммуна во Франции, находится в регионе Аквитания. Департамент — Дордонь. Входит в состав кантона Пеи-де-ла-Форс. Округ коммуны — Бержерак.
Код INSEE коммуны — 24051.

## География

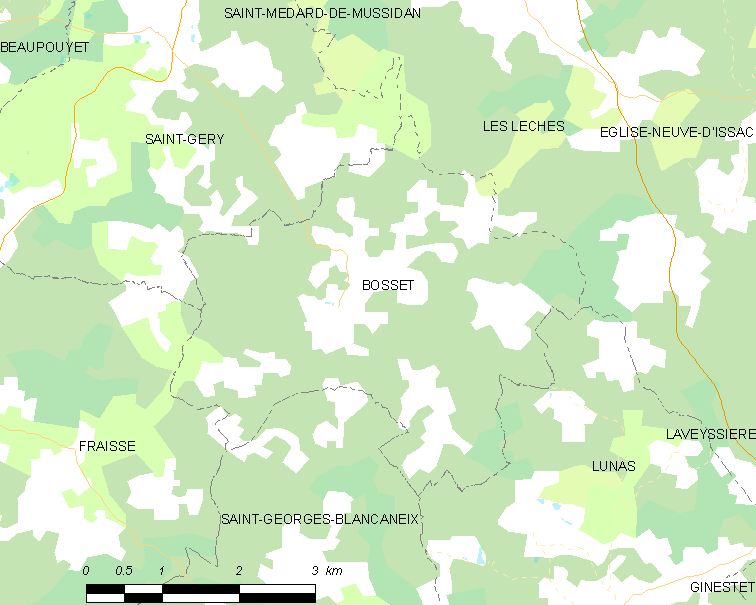
Карта коммуны

Коммуна расположена приблизительно в 460 км к югу от Парижа, в 75 км восточнее Бордо, в 39 км к юго-западу от Перигё.
По территории коммуны протекает река Лидуар.

### Климат
Климат умеренный океанический со средним уровнем осадков, которые выпадают преимущественно зимой. Лето здесь долгое и тёплое, однако также довольно влажное, здесь не бывает регулярных периодов летней засухи. Средняя температура января — 5 °C, июля — 18 °C. Изредка вследствие стечения неблагоприятных погодных условий может наблюдаться непродолжительная засуха или случаются поздние заморозки. Климат меняется очень часто, как в течение сезона, так и год от года.

## Население
Население коммуны на 2010 год составляло 199 человек.
| 1962 | 1968 | 1975 | 1982 | 1990 | 1999 | 2010 |
| ---- | ---- | ---- | ---- | ---- | ---- | ---- |
| 216  | 204  | 199  | 182  | 209  | 206  | 199  |

## Администрация
| Период | Период | Фамилия      | Партия                  | Примечания |
| ------ | ------ | ------------ | ----------------------- | ---------- |
| 1983   | 2008   | Жан-Пьер Бес |                         |            |
| 2008   | 2020   | Дидье Гуз    | Социалистическая партия |            |

## Экономика
В 2010 году среди 130 человек трудоспособного возраста (15-64 лет) 101 были экономически активными, 29 — неактивными (показатель активности — 77,7 %, в 1999 году было 71,4 %). Из 101 активных жителей работали 90 человек (47 мужчин и 43 женщины), безработных было 11 (7 мужчин и 4 женщины). Среди 29 неактивных 9 человек были учениками или студентами, 14 — пенсионерами, 6 были неактивными по другим причинам.